# 1971年の大洋ホエールズ
1971年の大洋ホエールズでは、1971年の大洋ホエールズの動向をまとめる。
この年の大洋ホエールズは、別当薫監督の4年目のシーズンである。

## 概要
1969年以降、大洋は2年連続の3位とそれなりの成績を残し、この年こそ11年ぶりの優勝が期待されたが、4月は巨人が開幕ダッシュに成功したこともあり波に乗れず、5月は3位とAクラスに踏みとどまるも、6月には一気に最下位へ転落。夏場以降は、阪神やヤクルトとAクラス争いを演じ、9月にヤクルト・阪神が相次いで脱落すると中日・広島との2位争いを繰り広げた。最後は引き分けが多かったものの、最終的に貯金2を確保、広島を抜いて3位を守った。
投手陣はエース平松政次が17勝を挙げ、2年連続の最多勝となったほか、1月に暴力団との黒い交際の疑惑（黒い霧事件）で鈴木隆コーチと共にシーズン途中まで無期限謹慎処分を受けていた坂井勝二が、復帰後の好調で初タイトルとなる最高勝率（9勝4敗、勝率.692）を獲得した。救援投手の小谷正勝、鬼頭洋も防御率ベストテン入りし、平松、坂井、鬼頭に山下律夫を加えた4人の先発陣が安定したことから、チーム防御率はリーグ1位の2.31を叩き出す、長い球団史で極めて稀なシーズンとなった。
一方で、打撃陣は中塚政幸・江尻亮・松原誠などが奮闘するも、新外国人のジョニー・ワーハスが大不振で、長年チームを支えてきたベテランの近藤和彦はレギュラー陥落した。それ以外の打者も貧打にあえぎ、チーム打率.215、チーム本塁打も82本とリーグ最下位に終わった。このため、翌1972年はクリート・ボイヤー、ジョン・シピンの外国人打者を補強し、打線強化に取り組むことになる。

## チーム成績

### レギュラーシーズン
| 1 | 中 | 中塚政幸 |
| 2 | 右 | 江尻亮   |
| 3 | 一 | 松原誠   |
| 4 | 三 | ワーハス |
| 5 | 左 | 重松省三 |
| 6 | 二 | 近藤昭仁 |
| 7 | 捕 | 大橋勲   |
| 8 | 遊 | 野口善男 |
| 9 | 投 | 平松政次 |

| 順位 | 4月終了時 | 4月終了時 | 5月終了時 | 5月終了時 | 6月終了時 | 6月終了時 | 7月終了時 | 7月終了時 | 8月終了時 | 8月終了時 | 最終成績 | 最終成績 |
| ---- | --------- | --------- | --------- | --------- | --------- | --------- | --------- | --------- | --------- | --------- | -------- | -------- |
| 1位  | 巨人      | --        | 巨人      | --        | 巨人      | --        | 巨人      | --        | 巨人      | --        | 巨人     | --       |
| 2位  | 大洋      | 4.5       | 広島      | 4.5       | 広島      | 8.0       | ヤクルト  | 10.0      | 大洋      | 10.0      | 中日     | 6.5      |
| 3位  | 阪神      | 6.0       | 大洋      | 7.5       | ヤクルト  | 9.0       | 中日      | 12.0      | 広島      | 10.5      | 大洋     | 8.0      |
| 4位  | ヤクルト  | 6.0       | ヤクルト  | 9.5       | 中日      | 10.0      | 広島      | 12.5      | 中日      | 10.5      | 広島     | 8.0      |
| 5位  | 中日      | 6.5       | 中日      | 10.0      | 阪神      | 11.5      | 大洋      | 14.0      | 阪神      | 11.0      | 阪神     | 12.5     |
| 6位  | 広島      | 7.0       | 阪神      | 10.5      | 大洋      | 12.5      | 阪神      | 14.5      | ヤクルト  | 12.0      | ヤクルト | 19.0     |

| 順位 | 球団             | 勝 | 敗 | 分 | 勝率  | 差   |
| 1位  | 読売ジャイアンツ | 70 | 52 | 8  | .574  | 優勝 |
| 2位  | 中日ドラゴンズ   | 65 | 60 | 5  | .520  | 6.5  |
| 3位  | 大洋ホエールズ   | 61 | 59 | 10 | .5083 | 8.0  |
| 4位  | 広島東洋カープ   | 63 | 61 | 6  | .5081 | 8.0  |
| 5位  | 阪神タイガース   | 57 | 64 | 9  | .471  | 12.5 |
| 6位  | ヤクルトアトムズ | 52 | 72 | 6  | .419  | 19.0 |

## オールスターゲーム
| コーチ     | 別当薫   |          |        |
| ファン投票 | 選出なし |          |        |
| 監督推薦   | 平松政次 | 小谷正勝 | 松原誠 |

## 表彰選手
| リーグ・リーダー | リーグ・リーダー | リーグ・リーダー | リーグ・リーダー |
| 選手名           | タイトル         | 成績             | 回数             |
| ---------------- | ---------------- | ---------------- | ---------------- |
| 平松政次         | 最多勝利         | 17勝             | 2年連続2度目     |
| 坂井勝二         | 最高勝率         | .692             | 初受賞           |

| ベストナイン | ベストナイン | ベストナイン |
| 選手名       | ポジション   | 回数         |
| ------------ | ------------ | ------------ |
| 平松政次     | 投手         | 2年連続2度目 |